# ミュージックラインナップ
ミュージックラインナップはラジオ沖縄で2012年まで、および2015年から2021年、2023年のナイターシーズンに放送しているリクエスト番組である。

## 放送時間
- 金曜　21:00 - 22:00（2023年5月 - 、4月のみ21:55まで）
  - ナイター最大延長が22:00のため、短縮・休止の場合有り。

## 内容･特徴
少なくとも1972年には放送されていたと確認されている。ナイターシーズン限定の番組でROKゴールデンナイターの終了後に始まる。基本的にナイターと定時番組の間のクッション番組であり、ニュースとナイター全試合の結果を挟みつつ、リクエストなどの音楽を放送。
2013年には趣旨は同じだが「懐メロ大学一年生」にタイトルが変わり、2014年は「民謡の花束」がこの時間に移動した。2015年にナイター中継が木金のみになるかわりに番組タイトルが復活した。2022年には金曜日の21:00から「あきらキラキラ金曜日」が定時編成として組まれ、再び当番組は休止となった。
2023年は2021年までと同様の体制で番組が編成される。

## パーソナリティ
現在のパーソナリティ
小橋川響（『ユーグラデーションタイム チョイス!!』から続行出演）